# 皮克敏2
《皮克敏2》2004年策略游戏，由任天堂开发并发行，对应任天堂GameCube平台。游戏为皮克敏系列第二作。
游戏获得媒体好评：于日本杂志《Fami通》的得分为36/40，在西方汇总媒体Metacritic的得分为90/100。
《皮克敏2》Wii版于2009年发行。续作《皮克敏3》于2013年发行。
2023年6月22日，《皮克敏2》HD 版本在任天堂Switch上推出，并于2023年9月22日添加中文支持。